# Helen Meier
Pour les articles homonymes, voir Meier.
Œuvres principales
Ingrates prairies
Das einzige Objekt in Farbe
Helen Meier, née le 17 avril 1929 à Mels et morte le 13 février 2021 à Trogen, est un écrivain suisse de langue allemande.
Elle est l'auteur de récits et de romans, dont Ingrates prairies en 1984 et Das einzige Objekt in Farbe en 1985, ainsi que de pièces de théâtre.

## Biographie

### Origines et famille
Helen Meier naît le 17 avril 1929 à Mels, dans le canton de Saint-Gall. Elle est originaire du même lieu.
Son père, Albert Meier, est instituteur ; sa mère est née Paula Grünenfelder.
Elle reste célibataire toute sa vie.

### Formation et parcours professionnel
Après l'école normale à Rorschach, dans le canton de Saint-Gall, Helen Meier travaille comme institutrice dans diverses localités et comme maîtresse d'école spécialisée à Heiden, dans le canton d'Appenzell Rhodes-Extérieures. Elle se consacre entièrement à l'écriture à partir de 1987. 

### Écriture
Helen Meier écrit dès son adolescence. Elle envoie par la suite plusieurs de ses récits à des maisons d'édition, mais n'est pas publiée. 
Elle perce en 1984, avec son récit Lichtempfindlich, primé au concours Bachmann. Ce texte fait partie de son premier recueil, intitulé Trockenwiese. 
Son œuvre dépeint dans une langue colorée, à la fois simple et poétique, le monde intérieur de personnes physiquement ou mentalement handicapées (Ingrates prairies, 1993 ; allemand 1984) ou souffrant de problèmes affectifs ou encore de femmes qui ne trouvent pas leur épanouissement sensuel (Das einzige Objekt in Farbe, 1985). 

### Mort
Helen Meier meurt le 13 février 2021 à Trogen, dans le canton d'Appenzell Rhodes-Extérieures, à l'âge de 91 ans.

## Distinctions
- 1985 : prix littéraire Rauris (de)[1]
- 1985 : prix de la Fondation Schiller Suisse (de)[1]
- 2000 :  prix de la Fondation Schiller Suisse (de) pour l'ensemble de son œuvre[1]
- 2000 : prix Droste (de)[1]
- 2007 : prix culturel du canton d'Appenzell Rhodes-Extérieures[3]